# ایستگاه ترمینال بین‌المللی فرودگاه هاندا
ایستگاه ترمینال بین‌المللی فرودگاه هاندا (انگلیسی: Haneda Airport International Terminal Station)یک ایستگاه راه‌آهن وابسته به خط ایرپورت کیکیو در اوتا-کو، توکیو است که توسط خط ایرپورت کیکیو و توکیو مونوریل اداره می‌شود. این ایستگاه در زیر فرودگاه هانه‌دا قرار دارد و با پله برقی مسافران به ایستگاه حرکت داده می‌شوند.